# Jmol
Jmol es un visor de código abierto de estructuras químicas en 3D.
Jmol devuelve una representación tridimensional de una molécula que puede usarse como herramienta de enseñanza o para la investigación, por ejemplo en química y bioquímica. 
Es software libre y de código abierto, escrito en Java y por ello se puede ejecutar en Windows, Mac OS X, Linux y sistemas Unix. 
Existe una aplicación independiente y un kit de herramientas de desarrollo que puede integrarse en otras aplicaciones Java. 

## Características
La particularidad más notable es una miniaplicación (applet) que se puede integrar en páginas web para mostrar las moléculas de muchas formas. 
Por ejemplo, las moléculas se pueden mostrar como modelos de "bola y palo", modelos "que llenan el espacio", modelos de "cinta", etc.
Jmol es compatible con una amplia gama de formatos de archivo moleculares, incluyendo Protein Data Bank (PDB), archivo de información cristalográfico (CIF), MDL Molfile (mol) y Chemical Markup Language (CML). 
La miniaplicación Jmol, entre otras capacidades, ofrece una alternativa al conector (plug-in) Chime, que ya no está bajo desarrollo activo. Aunque Jmol tiene muchas características que no están disponibles en Chime, no pretende reproducir toda la funcionalidad de Chime (en particular, el modo de Sculpt o esculpir). Chime requiere instalar un plug-in en Internet Explorer 6.0 o Firefox 2.0 de Microsoft Windows, o en Netscape Communicator 4.8 en  MacintoshOS/9. Jmol requiere instalar Java y funciona en una amplia variedad de plataformas. Por ejemplo, Jmol es completamente funcional en Mozilla Firefox, Internet Explorer, Opera, Google Chrome y Safari.

## Imágenes

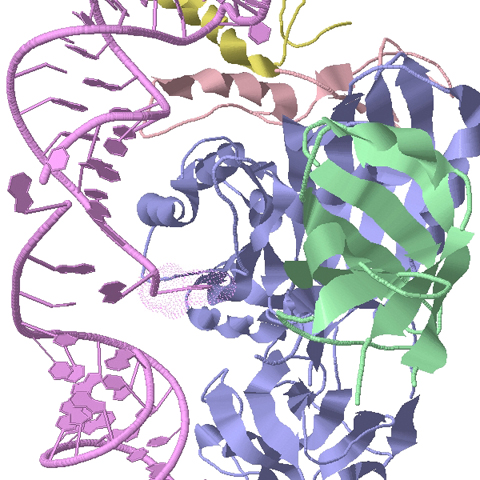
Estructura cristalina de una ribonucleproteína con caja H/ACA de Pyrococcus furiosus
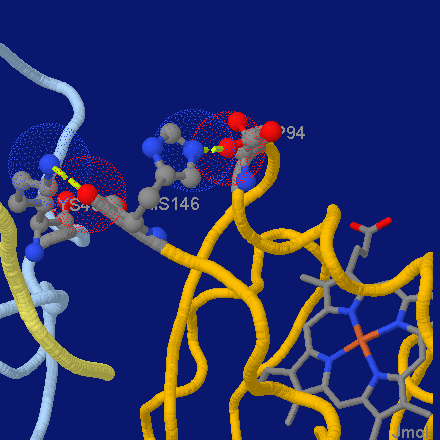
Dos puentes salinos en el tetrámero de hemoglobina (el grupo hemo se muestra como varillas en la parte inferior derecha).
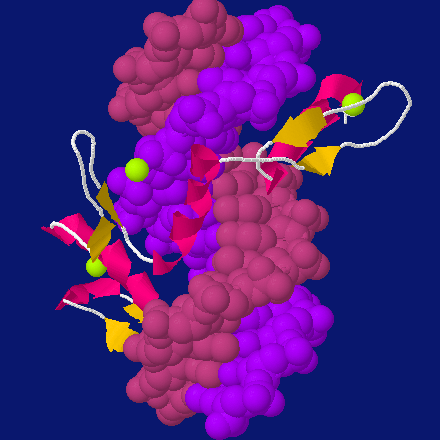
Un fragmento del factor de transcripción TFIIIA con tres motivos dedo de zinc consecutivos, unido a un segmento de ADN.
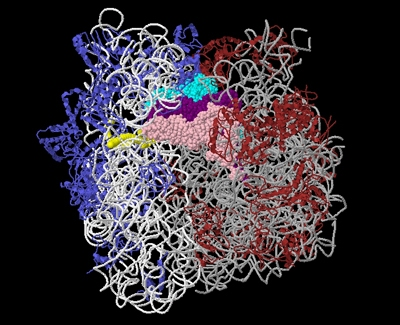
Ribosoma bacteriano 70S de Thermus thermophilus.